# مطیع بن ایاس
مطیع بن ایاس (۷۰۴–۷۸۵م) شاعر مخضرم و کنشگر سیاسی عراقی بود. او با حماد عجرد، والبه بن حباب و عبدالله بن مقفع دوستی داشته است.